# Марухин, Юрий Александрович
Ю́рий Алекса́ндрович Мару́хин (13 июля 1938, дер. Фёдоровка, Рязанская область — 20 декабря 2001, Минск) — советский и белорусский кинорежиссёр, сценарист, оператор. Заслуженный деятель искусств Белорусской ССР (1974). Сценарии писал, в основном, к своим документальным фильмам. Член КПСС с 1974 года.

## Биография
С 1960 года работал оператором-постановщиком киностудии «Беларусьфильм». В 1962 году окончил операторский факультет Всесоюзного государственного института кинематографии в Москве (мастерская Леонида Косматова).
С 1984 года — режиссёр игрового кино.
В 2000—2001 гг. — председатель правления Белорусского союза кинематографистов.

## Фильмография

### Игровые фильмы

#### Режиссёр
- «Радуница» (1984, премия «Память» на VIII Всесоюзном кинофестивале в Минске, 1985)
- «Человек, который брал интервью» (1986)
- «Мать Урагана» (1990)
- «Уик-энд с убийцей» (1992).

#### Оператор
- «Маленькие мечтатели» (1962, совместно с А. Заболоцким, новелла «Звезда на пряжке»)
- «Последний хлеб» (1963, совместно с А. Заболоцким)
- «Любимая» (1965)
- «Восточный коридор» (1966)
- «Жди меня, Анна» (1969)
- «Чёрное солнце» (1970)
- «Могила льва» (1971)
- «Хроника ночи» (1972)
- «Красный агат» (1973, новелла в одноимённом киноальманахе)
- «Лесные качели» (1975)
- телефильм «Время выбрало нас» (1976, 1-2 серии)
- «В профиль и анфас» (1977, совместно С А. Симоновым, новелла «Большая любовь Н. П. Чередниченко»)
- «Точка отсчёта» (1979)
- «Половодье» (1980)
- телефильм «Затишье» (1981)
- «Сад» (1983)
- «Птицам крылья не в тягость» (1989, совместно с С. Зубиковым)
- «Мать Урагана» (1990)
- «Стервятники на дорогах» (1991)
- «Уик-энд с убийцей» (1992)
- «Три женщины и мужчина» (1998)

### Документальные фильмы
- «Солнце над городом» (1966, автор сценария, режиссёр, оператор)
- «Сергей Петрович» (1968, соавтор сценария совместно с И. Заяц, режиссёр)
- «Минск» (1968, автор фильма)
- «Солдатки» (1975, автор сценария, режиссёр)
- «Мир, который зовётся БАМ» (1975, оператор)
- «Двадцать тысяч театральных встреч» (1976, сооператор совместно с Ю. Шалимовым)
- «Фантазия» (1977, соавтор сценария совместно с В. Адамчиком и Д. Зайцевым, режиссёр, сооператор с А. Симоновым)
- «Мы — „Квант“» (1977, соавтор сценария совместно О. Белоусовым, режиссёр, сооператор совместно с О. Шкляревским)
- «Осень земледельца» (1979, режиссёр)
- «Моё Полесье» (1981, соавтор сценария совместно с Ф. Коневым, режиссёр)
- «Адам и Марыля» (1988, соавтор сценария совместно с Ф. Коневым, режиссёр, оператор)
- «Охраняется государством» (1990, соавтор сценария совместно с М. Ткачёвым, режиссёр, сооператор совм. с В. Костаревым)
- «Портрет не фоне замка» (1992, режиссёр, оператор)
- «Дровосек, дедок и здешние» (1994, режиссёр, оператор)
- «Конь необузданный» (1994, автор сценария, режиссёр, оператор)
- «Художник Леонид Щемелёв» (1998, видеофильм, автор сценария, режиссёр, сооператор совместно с В. Куприяновым)
- «Успеть до ночи» (2001, видеофильм, режиссёр).

## Награды и признание
- Заслуженный деятель искусств Белорусской ССР (1974)
- премия Министерства культуры Республики Беларусь (1997)
- Призёр III Национального кинофестиваля в Бресте «За вклад в национальную операторскую школу» (1999)
- Призёр Парламентского собрания Союза Беларуси и России (2000)

## Память
- На Национальном кинофестивале (ныне Республиканский) и Минском международном кинофестивале «Лістапад» установлены призы им. Ю. А. Марухина за вклад в белорусский кинематограф и лучшую операторскую работу.
- Жизни и творчеству Ю. А. Марухина посвящены документальные видеофильмы:
  - «Наш Юра» (2002, режиссёр И. Волчек, Белорусский союз кинематографистов совместно с Национальной киностудией «Беларусьфильм»)
  - «Он где-то здесь…» (2008, режиссёр О. Шкляревский, Белорусский видеоцентр).